# OpenZaurus
OpenZaurus – dystrybucja Linuksa przeznaczona dla palmtopów Sharp Zaurus.
OpenZaurus powstał jako bardziej przyjazna dla społeczności od oryginalnego Embediksa wersja środowiska dla Zaurusów. Niedługo potem został w całości przerobiony. System był wzorowany na Debianie, był jednak zbudowany od postaw zamiast wykorzystania istniejących dystrybucji.
Ostatnia wersja nosi numer 3.5.4.1 i została wydana 6 lipca 2006 roku.

## Status
26 kwietnia 2007 ogłoszono zakończenie rozwoju dystrybucji OpenZaurus – urządzenia będą wspierane przez system Ångström (rozwijany przez tych samych deweloperów).